# Polska Akademia Filmowa
Polska Akademia Filmowa (ang. Polish Film Academy) – powstała w 2003 roku z inicjatywy Krajowej Izby Producentów Audiowizualnych, skupia w sobie laureatów nagród Orłów i wybitnych przedstawicieli polskiego świata filmowego. Założycielami Akademii byli ówcześni członkowie elektoratu Kapituły Nagrody, którzy mieli prawo głosowania w turach wyborów Polskich Nagród Filmowych.
PAF jest polskim odpowiednikiem innych znanych narodowych akademii filmowych z zagranicy, które przyznają prestiżowe nagrody filmowe jak np. Europejskie Nagrody Filmowe – przyznawane przez Europejską Akademię Filmową.
14 kwietnia 2008 roku pierwszym Prezydentem Akademii wybrano Agnieszkę Holland.